# 封川古城
封川古城，位于中国广东省肇庆市封开县江口镇封川北山，为封开县县级文物保护单位，类型为古建筑，公布时间为1985年4月12日。
封川古城的历史年代为明代。